# El Paso (Illinois)
El Paso je grad u američkoj saveznoj državi Ilinois. Prema popisu stanovništva iz 2010. u njemu je živjelo 2.810 stanovnika.